# Aberdeen, Carolina and Western Railway

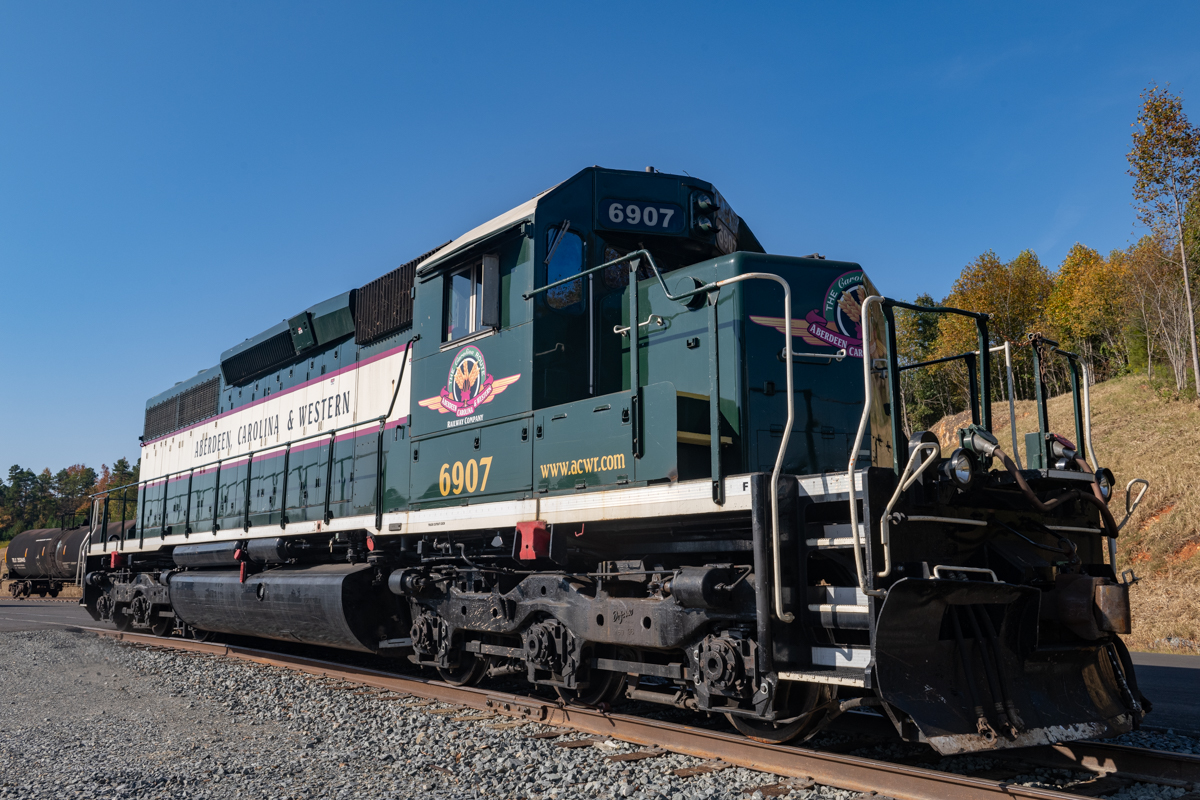
ACWR-Diesellokomotive 6907, eine EMD SD40-3

Die Aberdeen, Carolina and Western Railway (AAR-reporting mark: ACWR) ist eine amerikanische Eisenbahngesellschaft in North Carolina. Die Gesellschaft ist im Besitz von Robert Menzies und hat ihren Sitz in Aberdeen (North Carolina).
Die Gesellschaft betreibt die 55 Kilometer lange Bahnstrecke zwischen Aberdeen (North Carolina) und Star (North Carolina), sowie die von der Norfolk Southern gepachtete 167 Kilometer lange Strecke Charlotte–Star–Gulf. In Aberdeen besteht ein Übergang zum Netz der CSX Transportation, in Charlotte und Gulf zur Norfolk Southern und in Norwood zur Winston-Salem Southbound Railroad.
Die Gesellschaft wurde 1987 gegründet und übernahm am 19. Juni 1987 von der Aberdeen and Briar Patch Railway die frühere Norfolk Southern-Strecke zwischen Aberdeen und Star. Am 1. Mai 1989 wurde die Strecke zwischen Charlotte und Gulf von der Norfolk Southern im Rahmen des „Thoroughbred Programs“ gepachtet. 2022 vereinbarten Norfolk Southern und ACWR den Verkauf dieser Strecke an die ACWR und meldeten den Eigentümerwechsel Ende November 2022 dem Surface Transportation Board.
Wichtigste Transportgüter sind Getreide, Holzprodukte und Baustoffe.
Der Fahrzeugpark besteht ausschließlich aus gebrauchten Lokomotiven. Derzeit sind Maschinen der EMD-Baureihen GP40-2LW und SD40-3 (Umbau aus SD40-2) im Einsatz. Daneben besitzt die Gesellschaft mehrere Personenwagen, mit denen unter dem Namen „The Carolina Dinner Train“ ein fahrbarer Restaurantbetrieb angeboten wurde.